# 李繼宗
李繼宗（1505年—1553年），字克承，號樓原、樓源，山東東昌府濮州朝城縣民籍，江西吉安府永豐縣人，明朝政治人物。

## 生平
祖籍江西永丰，祖父李东荣经商至朝城，遂定居于此。嘉靖七年（1528年）戊子科山東鄉試第六十五名舉人。嘉靖二十年（1541年）中式辛丑科會試第二百九十一名，登第三甲第一百零二名進士。历任刑部福建司主事、刑部陕西司员外郎、陕西按察司佥事。嘉靖三十二年（1553年）二月，李继宗为母守丧期满去陕西赴任途中突患疾病，在返程中病逝于河南修武县，时年49岁。

## 家族
曾祖李久伏；祖父李東榮；父李鵬，母王氏。具慶下。兄李繼先。